# 오프로드 차량

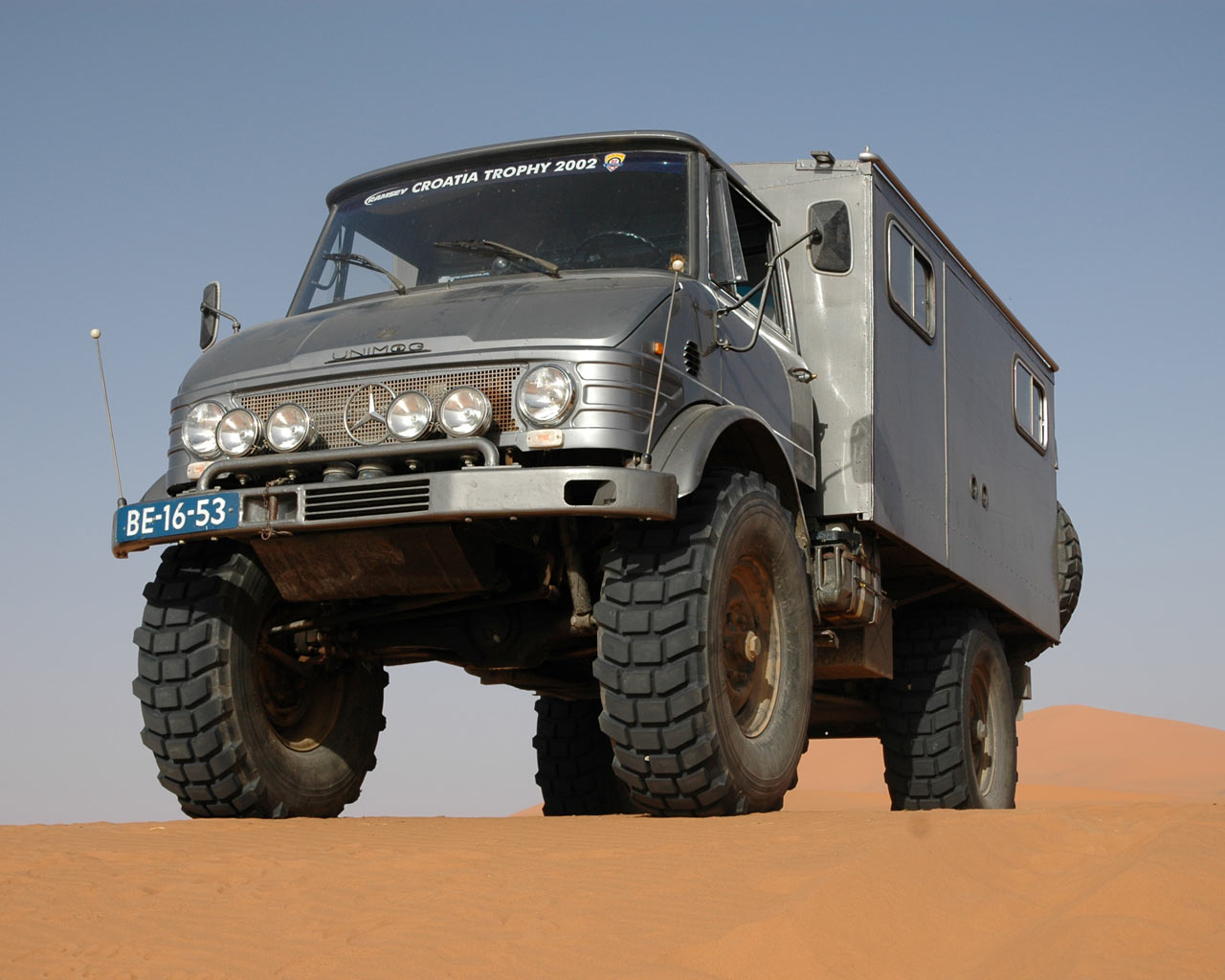
모로코의 에르그 셰비 사구에 있는 메르세데스-벤츠 메르세데스-벤츠 유니목. 차량의 포털 기어 차축은 높은 최저 지상고를 제공한다.

오프로드 차량(off-road vehicle, ORV) 또는 오프로드 자동차는 비포장도로와 표면을 주행하도록 특별히 설계된 운송 수단이다. 여기에는 트레일, 산림 도로, 기타 저접지 지형이 포함된다. 오프로드 차량은 레크리에이션 활동부터 농업 및 건설과 같은 실제 응용 분야에 이르기까지 다양한 맥락에서 널리 사용된다. 여러 국가에 걸쳐 다양한 극한 지형으로 참가자들을 시험하는 연례 다카르 랠리와 같은 행사는 이러한 차량에 큰 주목을 받고 있다.

## 역사

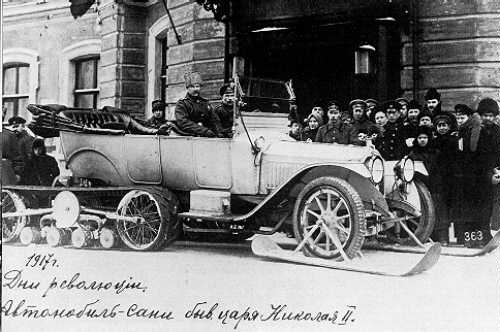
니콜라이 2세의 케그레스 트랙을 장착한 패커드 트윈-6, 1917년

가장 초기에 개조된 오프로드 차량 중 하나는 1906년부터 1916년까지 니콜라이 2세를 위해 일하던 아돌프 케그레스가 개발한 자동차 개조 시스템인 케그레스 트랙이었다. 이 시스템은 맞물린 금속 세그먼트 대신 유연한 벨트가 있는 무한궤도를 사용하여 일반 차량에 장착하여 거친 지형이나 부드러운 지형에 적합한 하프 트랙으로 전환할 수 있었다.
1917년 러시아 혁명 이후, 케그레스는 프랑스로 돌아왔고, 이 시스템은 1921년부터 1937년까지 시트로엥 자동차의 오프로드 및 군용 차량에 사용되었다. 시트로엥은 이 차량들로 북아프리카와 중앙아시아를 횡단하는 여러 육로 탐험을 후원했다.
1937년부터 1939년 사이에 토마스 폴터의 지휘 아래 설계된 대형 바퀴 차량인 남극 스노 크루저는 남극에서의 운송을 위해 고안되었다. 이 프로젝트는 혁신적인 기능을 통합했지만, 혹독한 남극 조건에서 작동상의 어려움에 직면하여 중단되었다.
원래 제2차 세계 대전 중 군용 차량으로 개발된 지프는 민간인들 사이에서 다목적 차량으로 인기를 얻었다. 이것은 또한 취미로서의 험지주파의 시작이기도 했다. 그러나 전시 지프는 곧 낡았고, 지프 회사는 민간용 파생 모델을 생산하기 시작했으며, 곧이어 영국의 랜드로버와 일본의 토요타, 닷선/닛산, 스즈키, 미쓰비시에서 유사한 차량을 출시했다. 이들은 모두 비슷했다. 작고, 콤팩트하며, 4륜구동 차량으로, 탑승자를 날씨로부터 보호하기 위한 작은 하드톱이 최대였다.
초기 오프로드 차량으로는 미국의 지프 왜고니어와 포드 브롱코, 영국의 랜드로버 레인지 로버, 일본의 토요타 랜드크루저, 닛산 패트롤, 스즈키 LJ 시리즈 등이 있었다. 이들은 스테이션 왜건과 유사한 차체를 가졌지만 경트럭과 유사한 프레임에 4륜구동 드라이브트레인을 장착했다. 1990년대에 오프로드 차량의 인기가 높아지면서 더 많은 회사들이 이른바 SUV 라인을 생산하기 시작했다. 제조사들은 오프로드 차량이 소비자 시장에서 일반 차량과 경쟁력을 갖추도록 더 많은 기능을 통합하기 시작했으며, 이는 결국 현대의 SUV와 최신 크로스오버 차량으로 발전했으며, 이들의 오프로드 기능은 향상된 온로드 핸들링과 고급스러움에 대한 선호로 인해 감소했다.

## 기술적 세부 사항

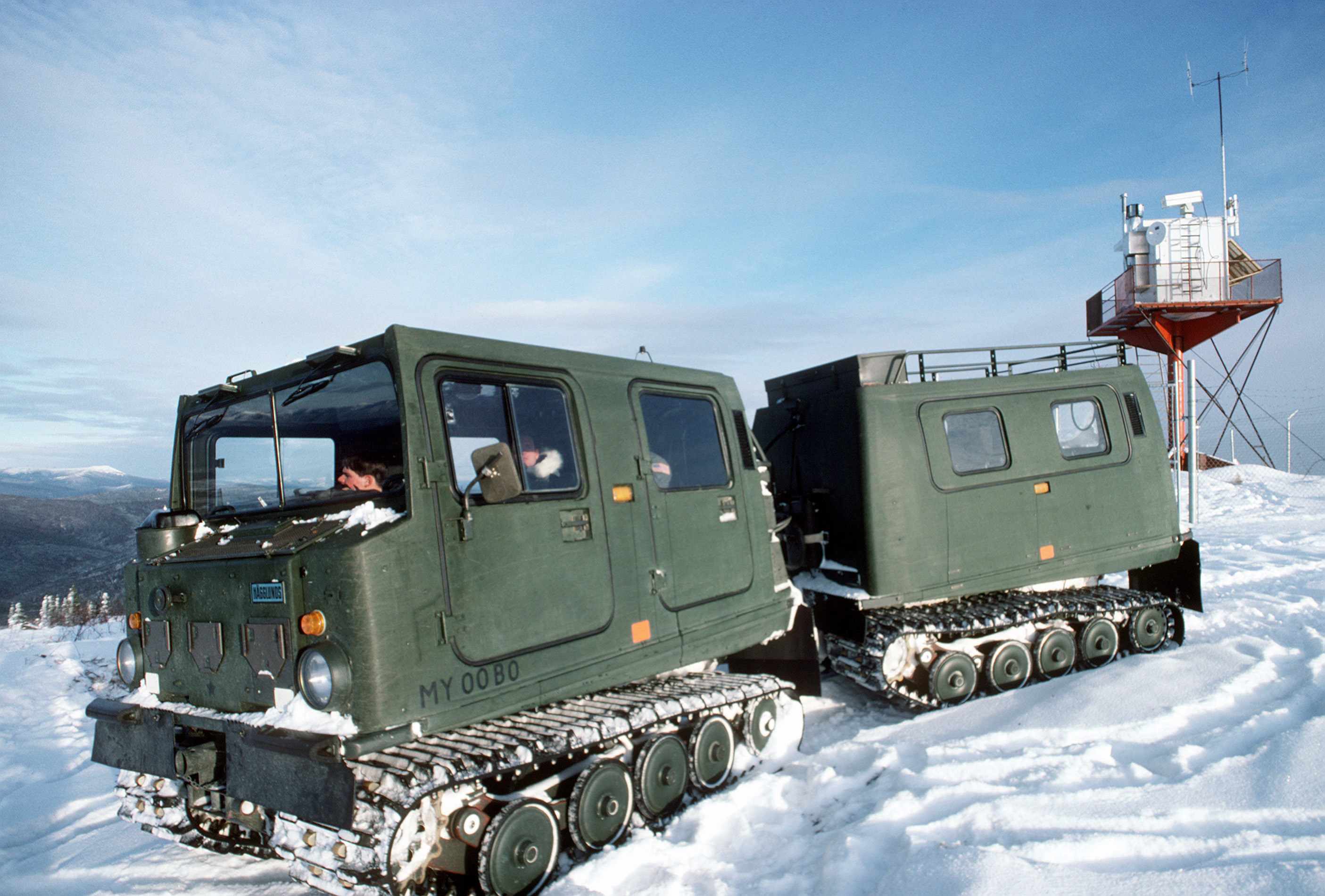
스웨덴 하글룬드 Bv206 광폭 고무 트랙

포장도로 밖을 효과적으로 주행하려면 오프로드 차량은 낮은 지면 압력, 높은 최저 지상고, 그리고 고르지 않은 노면에서 바퀴 또는 무한궤도 접촉을 유지하는 능력이 필요하다. 바퀴 달린 차량은 크거나 추가적인 타이어와 높고 유연한 현가장치를 결합하여 이를 달성한다. 궤도 차량은 넓은 궤도와 유연한 현가장치를 사용한다.

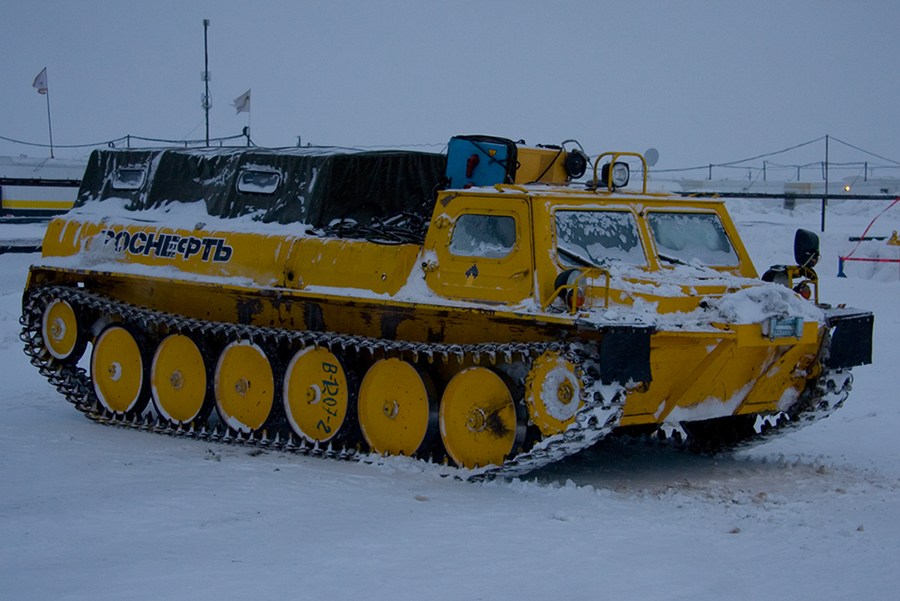
러시아 GAZ-34039

궤도형 드라이브트레인은 생산 및 유지 보수 비용이 더 비싸지만 더 나은 오프로드 성능을 제공하며, 바퀴형 드라이브트레인은 더 저렴하고 더 빠른 속도를 낼 수 있다.
타이어는 바퀴형 오프로드 차량에 매우 중요하며, 오프로드 타이어 트레드 유형은 지형에 따라 다르다. 일반적인 유형으로는 A/T(올-터레인) 및 M/T(머드 터레인)가 있다. A/T 타이어는 모래에서 잘 작동하지만 진흙에서는 덜 효과적이다. 샌드 블래스터 및 머드보깅 타이어는 흙, 모래, 물과 같은 어려운 지형에서 높은 각도와 속도(오프로드 모터스포츠)에서 견인력을 확보하는 데 사용된다.
대부분의 오프로드 차량은 저단 기어를 장착하여 운전자가 어려운 지형에서 느린 움직임을 위해 엔진의 사용 가능한 출력을 최적화할 수 있도록 한다. 표준 변속기와 연결된 내연기관은 출력이 너무 높은 경우가 많으며, 이는 매우 낮은("할머니") 1단 기어를 사용하거나(모든 휠 구동 폭스바겐 트랜스포터 버전과 같이) 첫 번째 기어와 일렬로 추가 변속기를 사용하여 해결되는데, 이를 감속 구동이라고 한다. Bv206과 같은 일부 차량에는 기어를 줄이기 위한 토크컨버터도 있다.

## 비판

### 안전
SUV는 질량 중심이 높아 일반 자동차보다 전복 사고에 더 취약하다. 미국의 한 연구에 따르면 SUV는 승용차보다 치사율이 두 배 높고 전복 사고에서는 거의 세 배에 달하는 치사율을 보였다.
미국에서는 경트럭(SUV 포함)이 전체 등록 차량의 36%를 차지하며, 승용차와의 치명적인 이중 차량 충돌 사고의 약 절반에 연루되어 있다. 이 충돌의 80%에서 사망자는 승용차 탑승자이다.

### 환경
미국에서 ORV 사용자 수는 1972년 500만 명에서 2000년 3,600만 명으로 7배 증가했다. 야생 지역을 보호하면서 레크리에이션 ORV를 허용하는 것을 목표로 하는 정부 정책은 미국 및 다른 국가에서 논쟁의 대상이 되어왔다.
모든 트레일 및 비트레일 활동은 자연 식생과 야생 동물에 영향을 미쳐 침식, 침입종, 서식지 손실, 궁극적으로는 종 손실로 이어지며, 이는 생태계가 항상성을 유지하는 능력을 감소시킨다. ORV는 도보 통행만으로 발생하는 것보다 더 많은 환경 스트레스를 유발하며, 자연 장애물에 도전하려는 ORV 운전자는 합법적인 트레일을 벗어나지 않는 운전자보다 훨씬 더 큰 피해를 야기할 수 있다. 불법 오프로드 차량 사용은 불법 쓰레기 투기 및 다른 형태의 반달리즘과 유사한 심각한 토지 관리 문제이다. 트레드 라이트리! 및 시에라 클럽과 같은 단체들은 책임감 있는 트레일 에티켓을 장려한다.
ORV는 또한 다른 깨끗한 지역에 과도한 공해를 유발하고, 청각을 손상시키고 야생 동물에 스트레스를 줄 수 있는 소음 공해를 유발한다는 비판을 받아왔다. 2002년, 미국 환경보호청은 전지형차에 대한 배출가스 기준을 채택했는데, "2012년에 완전히 시행되면 매년 2백만 톤 이상의 대기 오염 배출을 방지할 것으로 예상된다. 이는 매년 3,200만 대 이상의 자동차에서 발생하는 오염을 제거하는 것과 맞먹는다."

오프로드 차량 침식
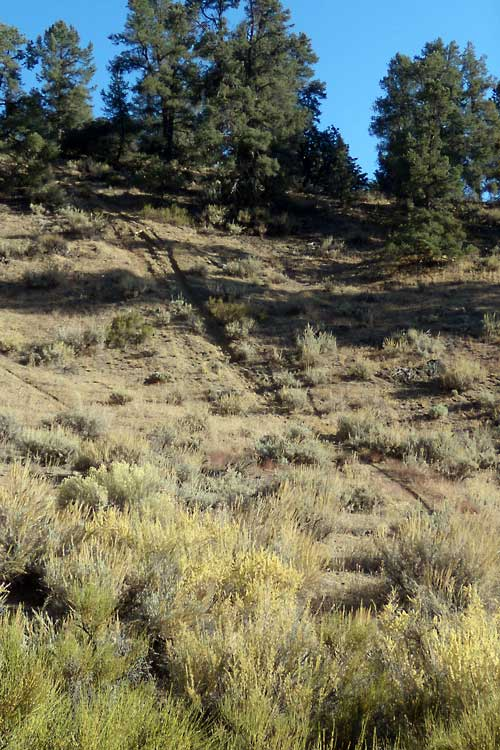
로스 파드레스 국유림 일부에 오토바이로 인한 부정적인 환경 영향
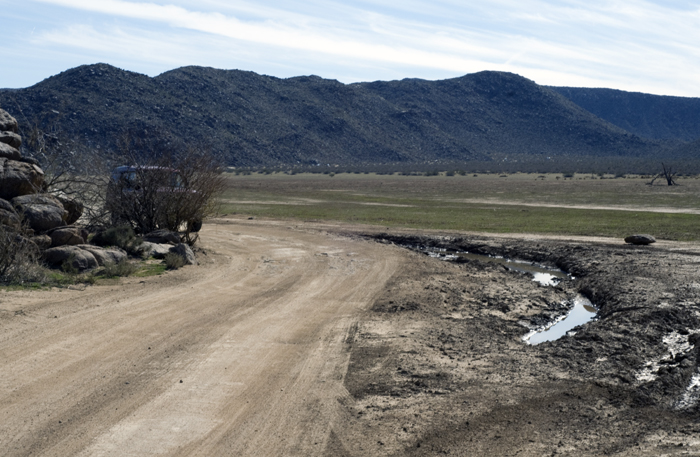
안자-보레고 사막 주립공원에서 오프로드 차량 운전자들이 지정된 트레일을 벗어났을 때 발생한 부정적인 환경 영향

## 민간 사용
일반적인 오프로드에 사용되는 상업용 차량으로는 포드 F 시리즈, 지프 랭글러, 토요타 랜드크루저와 같은 4륜구동 픽업 트럭 및 SUV 등이 있다. 소유자들은 종종 오프로드 성능을 향상시키기 위해 바퀴, 타이어, 서스펜션 및 차체를 개조한다. 지프 CJ 및 AM 제너럴 험머와 같은 퇴역 군용 차량 또한 민간용으로 재활용되었다. 초기 랜드로버와 같은 일부 차량은 민간용 버전에서 군용으로 개조되었다. 특수 오프로드 차량에는 UTV, ATV, 더트바이크, 듄 버기, 록 크롤링 차량 및 샌드레일이 포함된다.

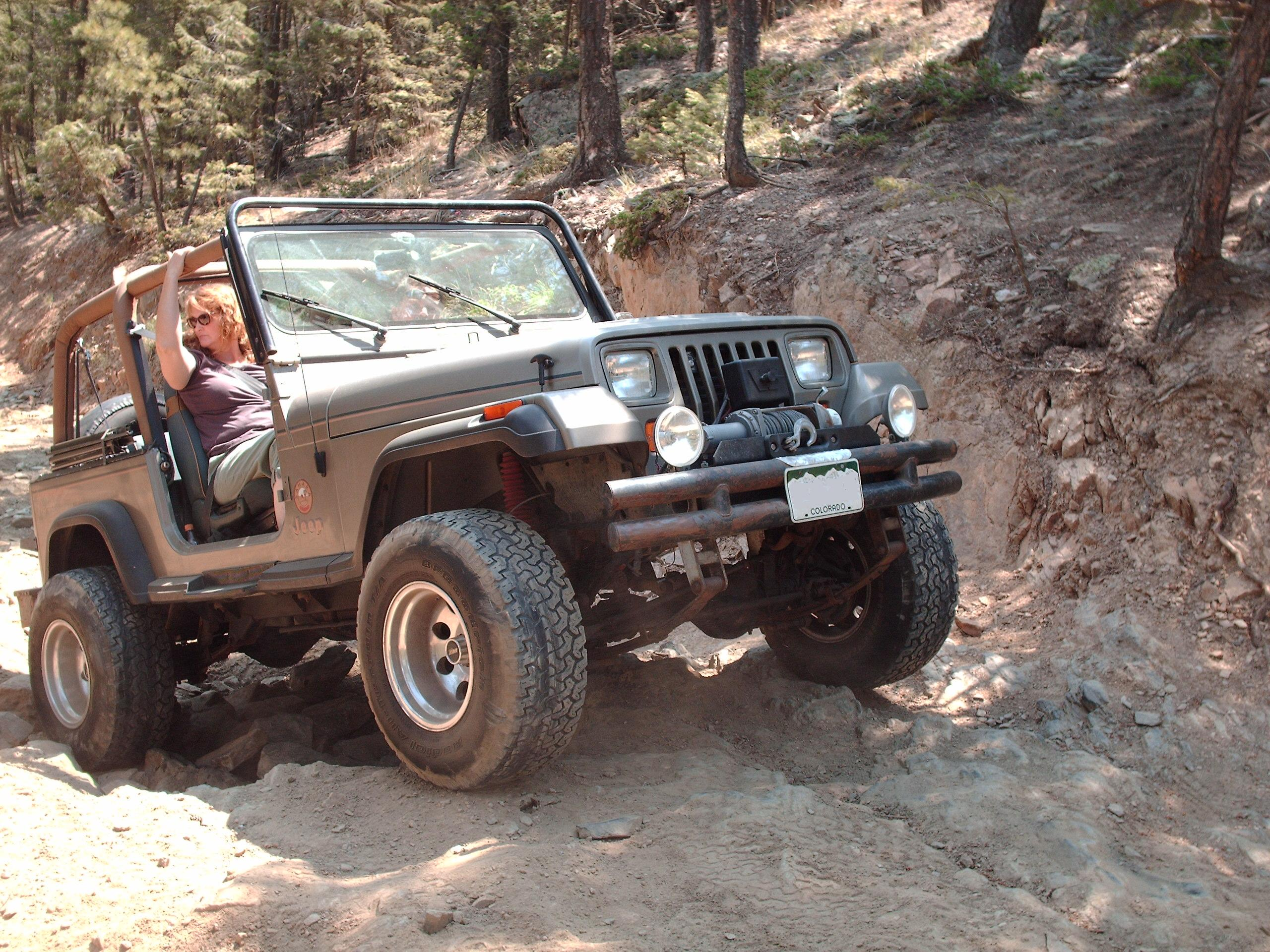
개조된 지프 랭글러 오프로드
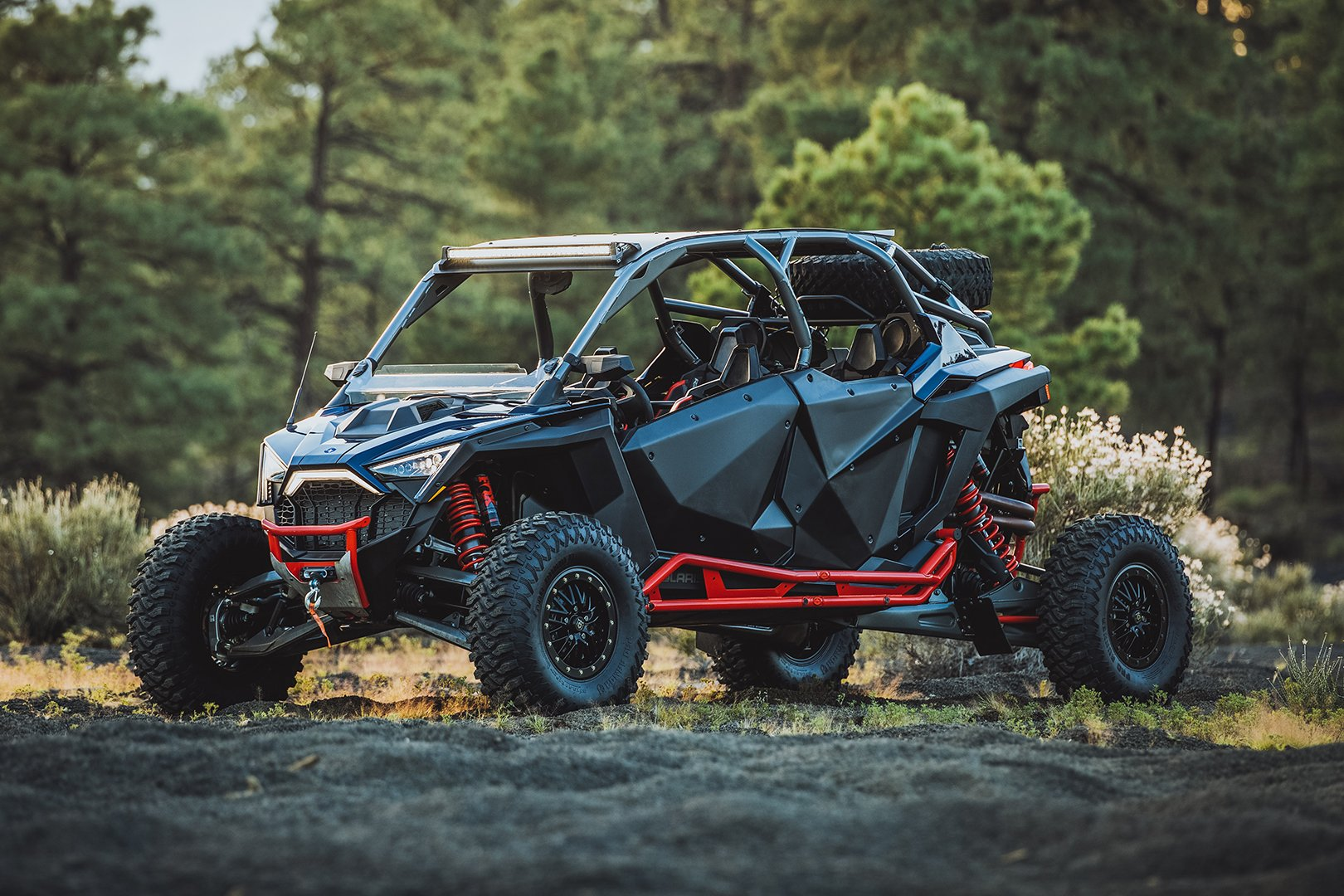
폴라리스 RZR, UTV의 예시
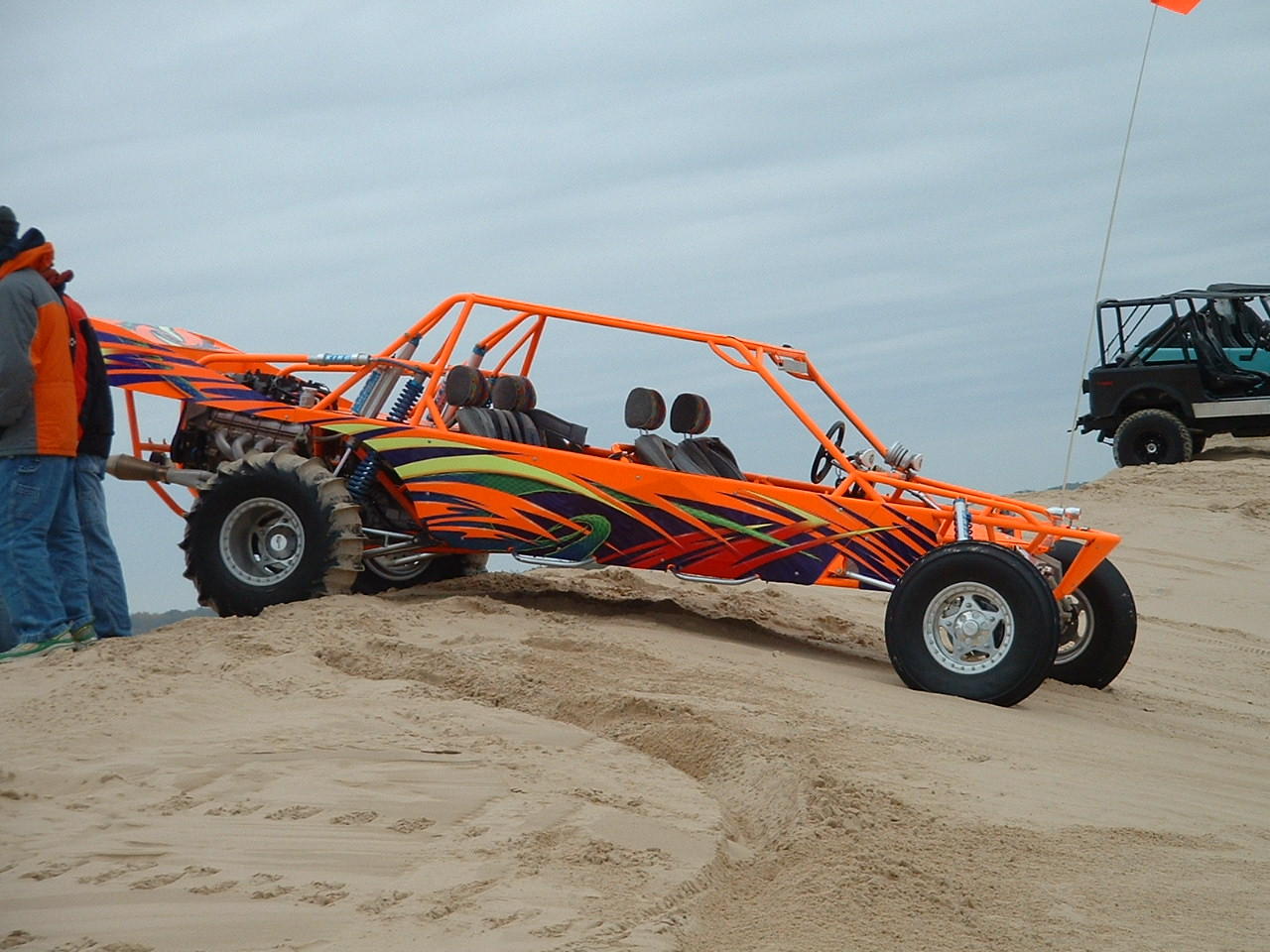
실버 레이크 샌드 듄즈의 샌드레일
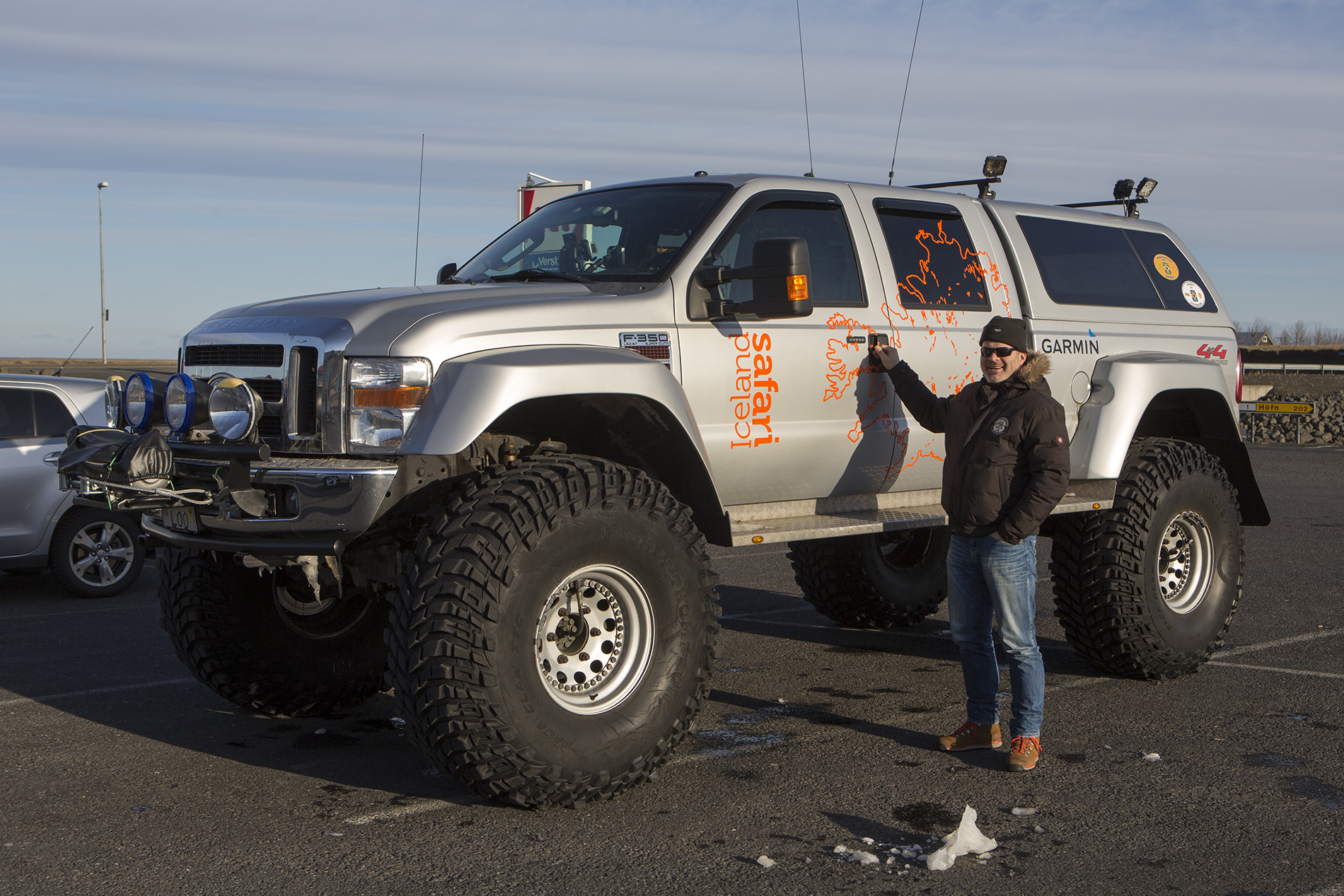
아이슬란드의 눈길 주행을 위해 개조된 포드 F-350

### 전지형차
전지형차(all-terrain vehicle, ATV)는 사륜 오토바이를 포함하여 도로 이외의 지형에도 사용할 수 있는 탈것들을 지칭하는 용어이다. 네 개의 바퀴를 가진 모델이 주를 이루기 때문에 국내에서는 사륜 오토바이로 더 잘 알려져 있으며, 산악 오토바이로 불리기도 한다.

## 기타 용도

### 군용 차량
군용 오프로드 차량 시장은 한때 상당했지만, 냉전 종식 이후 1990년대에 감소했다. 제2차 세계 대전 중에 개발된 미국의 지프는 모든 경량 오프로드 차량을 "지프"라고 부르는 용어를 대중화시켰다. 미국에서 1980년대 중반부터 지프의 후계자는 AM 제너럴 험비 시리즈였다. 붉은 군대는 제2차 세계 대전 중에 GAZ-61과 GAZ-64를 사용했으며, 동구권은 비슷한 역할로 GAZ-69와 UAZ-469를 사용했다.

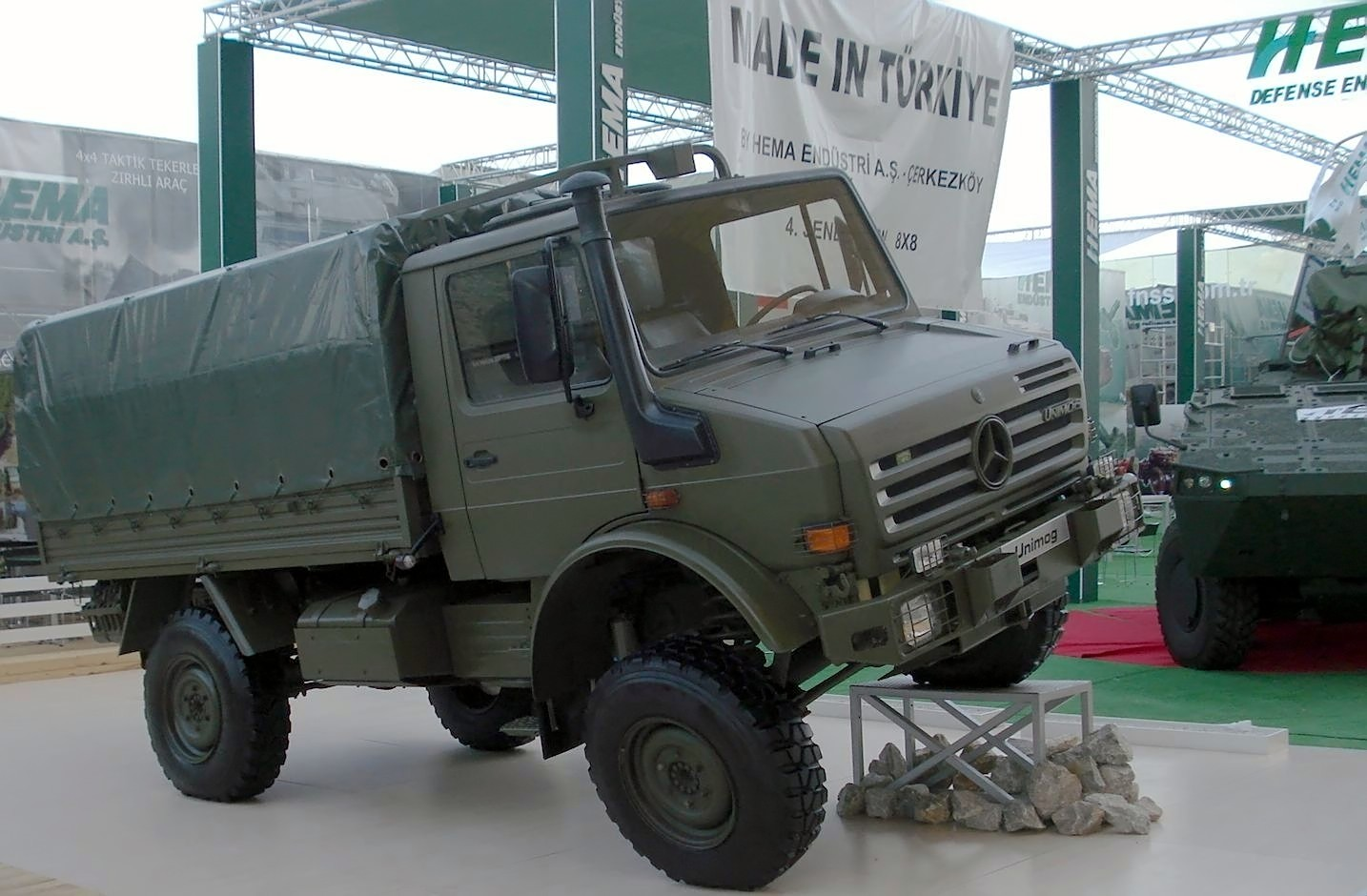
메르세데스-벤츠 유니목 IDEF'07 방산 전시회에서
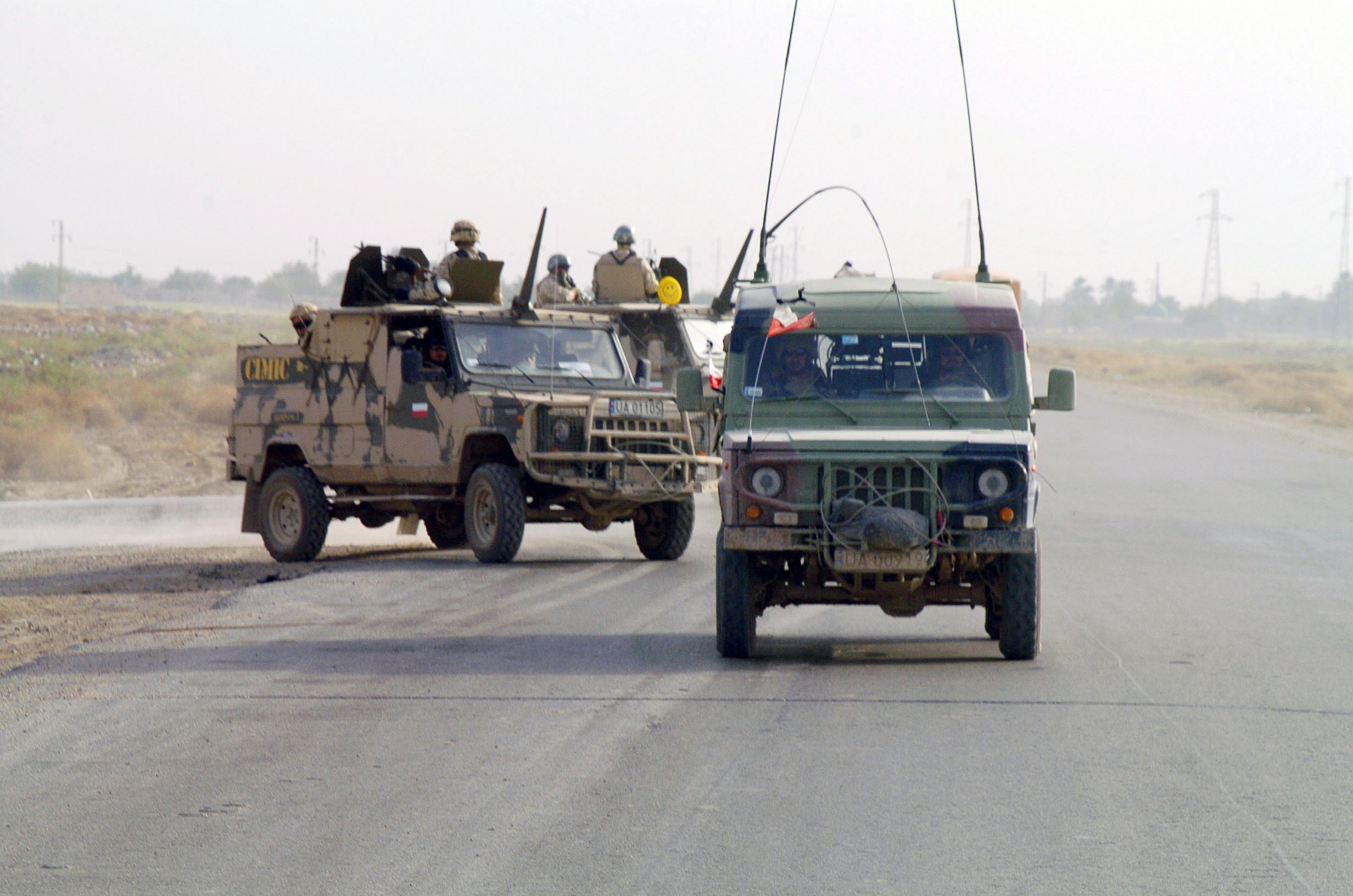
폴란드의 혼커 두 대가 이라크에서
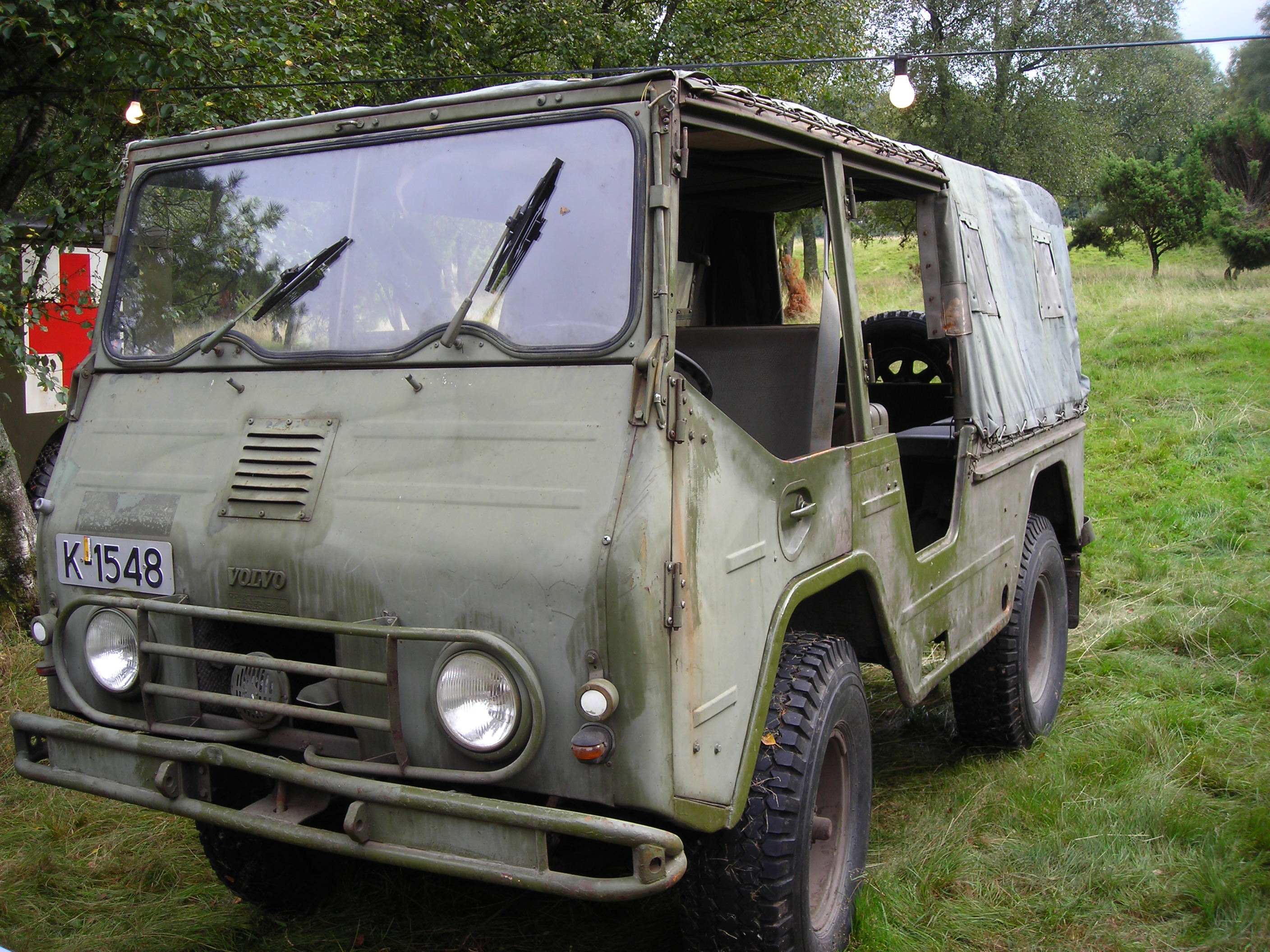
볼보 L3314N
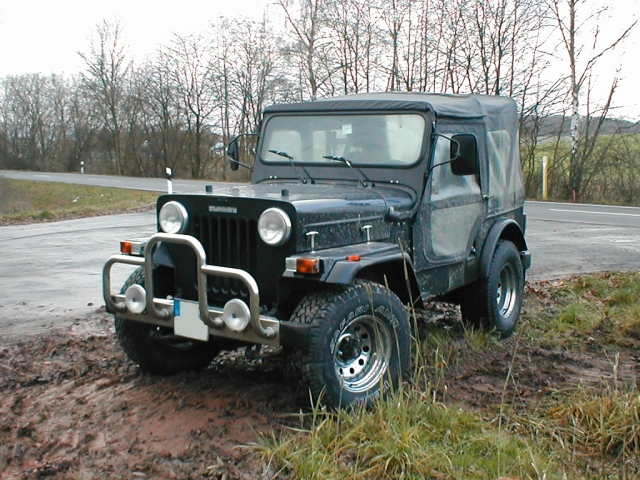
인도 육군이 사용하는 마힌드라 앤 마힌드라 클래식

### 상용 차량
- OKA 버스
  - 쿠버페디 오드나다타 우편 운행
- 아크틱 트럭

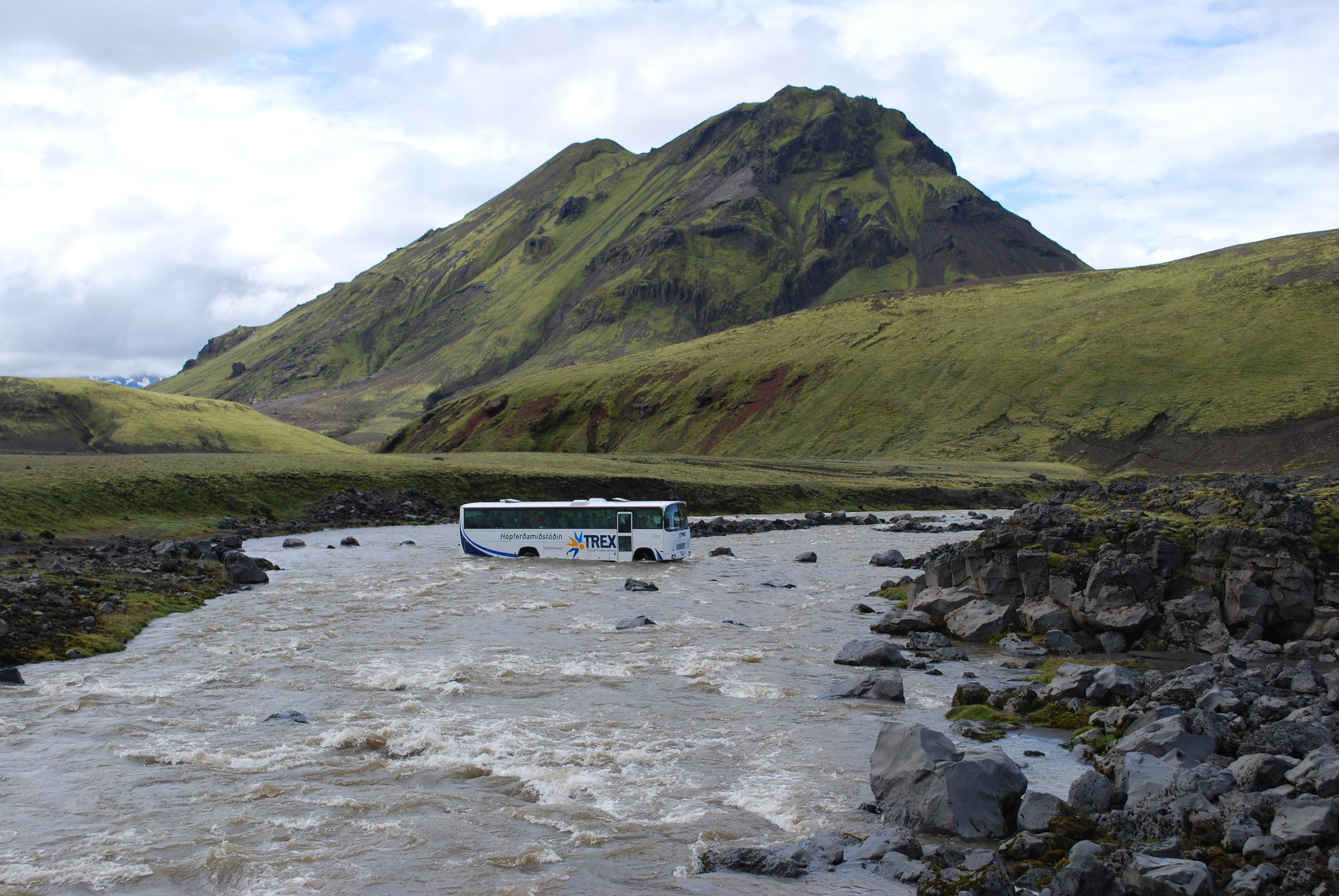
아이슬란드에서 강을 건너는 오프로드 버스

### 과학용 차량
- 노스웨스트 패시지 드라이브 원정
- 윈드슬레드

### 탐험용 차량
수익, 과학 연구 또는 개인적인 용도가 아닌, 탐험의 주요 운송 수단으로 사용되는 차량.
- 아메리칸 익스페디션 비클
  - AEV 브루트
  - AEV 프로스펙터
- 어스크루저

## 같이 보기
- 수륙양용차
- 험지주파
- 현가장치 조절
- 스포츠 유틸리티 자동차
- 픽업 트럭
- 사파리 차량
- 오버랜딩

### 내용주
1. ↑  “Off-Road Vehicle Act”. 《New Brunswick Acts and regulations》. Attorney General, New Brunswick, Canada. 1985년 6월 27일. 2007년 8월 18일에 원본 문서 (Web)에서 보존된 문서. 2007년 10월 17일에 확인함.
2. ↑  “Dakar Rally”. 2024년 11월 8일에 확인함.
3. ↑  “MIG-resisteret”. 《migreg/norsk/kiriletz.html》. 2011년 2월 17일에 원본 문서에서 보존된 문서. 2025년 2월 12일에 확인함.
4. ↑  “The Antarctic Snow Cruiser & Other Lost Antarctic Vehicles”. 《Antarctica Cruises》. 2024년 1월 8일.
5. ↑  “Gone without a Trace: These Are the Forgotten SUVs”. 《Car and Driver》 (미국 영어). 2018년 3월 5일. 2024년 11월 21일에 확인함.
6. ↑  “Mud terrain vs all-terrain tires – pros, cons & comparison”. offroadium.com. 2017년 4월 17일에 확인함.
7. ↑  “Operators manual” (PDF). 2022년 11월 22일에 원본 문서 (PDF)에서 보존된 문서.
8. ↑  Rodney E. Slater (U.S. Transportation Secretary) (1998년 4월 9일). “Secretary Slater Proposes New Label; Warning of Rollover Danger for Sport Utility Vehicles.”. 《News Release》. National Highway Traffic Safety Administration. 2007년 2월 13일에 원본 문서 (Web)에서 보존된 문서. 2007년 5월 17일에 확인함.
9. 1 2  Jeffrey W. Runge, M.D. (Administrator, National Highway Traffic Safety Administration) (2003년 2월 26일). “The Honorable Jeffrey W. Runge, M.D. Administrator National Highway Traffic Safety Administration Before the Committee on Commerce, Science, and Transportation United States Senate”. 《Testimony before the Committee on Commerce, Science, And Transportation, United States Senate》. National Highway Traffic Safety Administration. 2003년 4월 22일에 원본 문서 (Web)에서 보존된 문서. 2007년 5월 17일에 확인함.
10. ↑  “Forest Service Rule Revs Up Off-Road Vehicle Fight” (Web). 《Article》. Environment News Service (ENS). 2004년 7월 8일. 2007년 6월 24일에 확인함.
11. ↑  van Wagtendonk, Jan W. (2003). “Role of Science in Sustainable Management of Yosemite Wilderness” (PDF). 《USDA Forest Service Proceedings RMRS-P-27. 2003》. USDA Forest Service. 2007년 6월 24일에 확인함.
12. ↑  Rice, Kathleen C. “National Collection of Imperiled Plants – Pholisma sonorae”. Center for Plant Conservation. 2012년 6월 8일에 확인함.
13. ↑  “Mojave lizard may get protection; off-road vehicles are cited as threat”. 《로스앤젤레스 타임스》. 2008년 1월 12일. 2015년 5월 2일에 확인함.
14. ↑  “Officials seek to protect desert reptile”. 《Las Vegas Review-Journal》. 2015년 5월 2일에 확인함.
15. ↑  “Technical Notes” (PDF). 《Conserving Natural and Cultural Resources on Department of Defense Lands; Case Studies from the DoD Conservation Program (Page 13)》. US Department of Defense. 2004. 2007년 6월 28일에 원본 문서 (PDF)에서 보존된 문서. 2007년 6월 24일에 확인함.
16. ↑  Kristine Sowl; Rick Poetter (2004년 4월 16일). “Impact Analysis of Off-Road Vehicle Use for Subsistence Purposes on Refuge: Lands and Resources Adjacent to the King Cove Access Project” (PDF). 《Izembek National Wildlife Refuge (page 6)》. US Fish and wildlife services Alaska. 2007년 6월 28일에 원본 문서 (PDF)에서 보존된 문서. 2007년 6월 24일에 확인함.
17. ↑  “Recreation Management Goals and Strategies” (PDF). 《Capitol State Forest Recreation and Public Use Plan—Part II (Page 45)》. Washington State Department of Natural Resources. 2007년 2월 21일에 원본 문서 (PDF)에서 보존된 문서. 2007년 6월 24일에 확인함.
18. ↑  “Chapter 11. Field Management Status” (Web). 《Land Management (11.5.2 Identified Concerns of the Parks Department)》. Central Pine Barrens Joint Planning and Policy Commission. 2007년 6월 24일에 확인함.
19. ↑  “Codes of Ethics Advocated by Groups Outside of Ontario”. 《Trail Ethics》. Trent University. 2007년 1월 16일. 2019년 2월 17일에 원본 문서 (Web)에서 보존된 문서. 2007년 6월 24일에 확인함.
20. ↑  “The Impacts of Off-Road Vehicle Noise on Wildlife”. 2010년 12월 25일에 원본 문서에서 보존된 문서. 2009년 1월 19일에 확인함.
21. ↑  “New Air Pollution Rules Target Off-Road Vehicles” (Web). 《Article》. Environment News Service (ENS). 2002년 9월 17일. 2007년 6월 24일에 확인함.
22. ↑  “Final Rule for Cleaner Large Industrial Spark-Ignition Engines, Recreational Marine Diesel Engines, and Recreational Vehicles”. US Environmental Protection Agency. 2006년 3월 6일. 2002년 10월 21일에 원본 문서 (Web)에서 보존된 문서. 2007년 6월 24일에 확인함.

### 참고 문헌
- Allen, Jim; Weber, James J. (2021). 《The Four-Wheeler's Bible: The Complete Guide to Off-Road and Overland Adventure Driving》 3판. Beverly, MA, USA: Motorbooks. ISBN 9780760368053.